# 722

722(칠백이십이)는 721보다 크고 723보다 작은 자연수다.

## 수학
- 합성수로, 그 약수는 1, 2, 19, 38, 361, 722이다. 진약수의 합은 421이므로, 722는 부족수다.
- {\displaystyle 69^{6}-1}은 722로 나누어떨어진다.

## 과학
- NGC 722(독일어판, 프랑스어판): 양자리 방향에 있는 나선은하.
- 722 프리다(영어판): 소행성.

## 교통

### 철도
- 서울 지하철 7호선 사가정역의 역번호.

### 도로
- 722번 지방도: 전북특별자치도 익산시 웅포면에서 왕궁면까지 이어지는 대한민국의 지방도.
- 현도 제722호선

## 군사
- 722 해군 항공대(영어판): 과거 존재한 영국의 해군 항공대.
- U-722(영어판, 독일어판): 제2차 세계 대전에 사용된 나치 독일의 군용 잠수함.

## 문화유산
- 대한민국의 보물 제722호: 삼국사기 권44~50

## 기타
- 날짜: 7월 22일
- 연도: 722년, 기원전 722년